# Комплексний аналіз

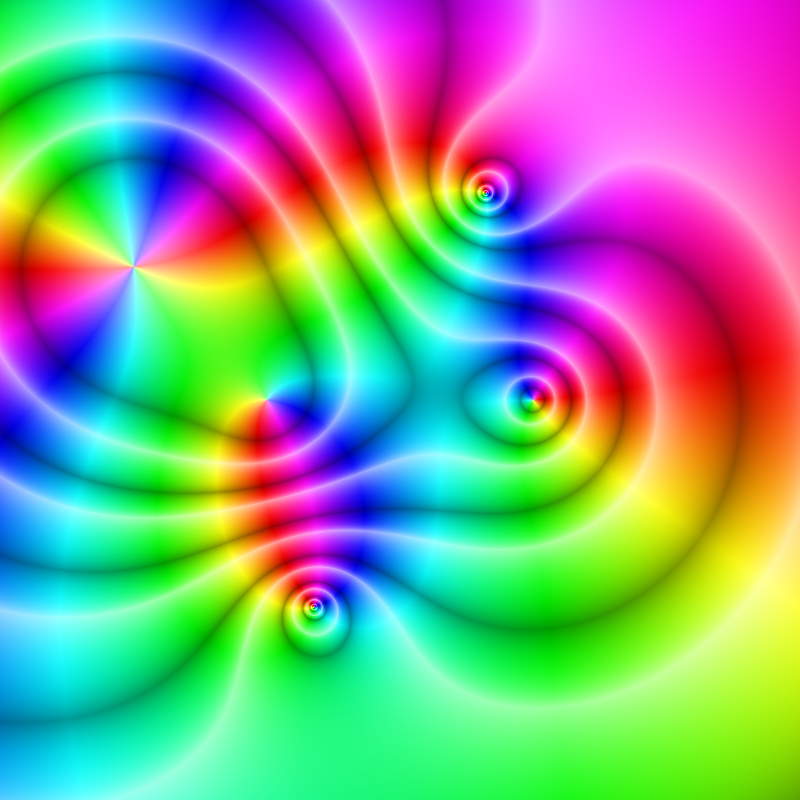
Графік функції
f(x)=(x^{2}−1)(x-2-i)^{2}/(x^{2}+2+2i). Аргумент відображує тон зображення, а величину функції — насиченість малюнка.

Компле́ксний ана́ліз, або тео́рія фу́нкції компле́ксної змі́нної (ТФКЗ) — розділ математики, що вивчає функції, які залежать від комплексної змінної. Використовується у багатьох розділах математики, зокрема у теорії чисел, прикладній математиці та фізиці. Поєднує у собі математичний аналіз функцій дійсних змінних, диференціальні рівняння і багато інших розділів математики.
Головною задачею ТФКЗ є вивчення аналітичних функцій, які залежать від комплексної змінної (або мероморфних функцій). Оскільки дійсна та уявна частина будь-якої аналітичної функції повинні підкорюватися рівнянню Лапласа, комплексний аналіз має широке застосування у поверхневих задачах фізики.
Комплексною називається функція, в якій аргумент та залежна змінна є комплексними числами. Або точніше, комплексна функція — це функція, область визначення якої D є підмножиною комплексної площини, і область значень функції E також підмножина комплексної площини.
Для будь-якої комплексної функції, аргумент та залежна змінна повинні мати дійсну та уявну частини:
{\displaystyle z=x+iy\,} та
{\displaystyle f(z)=U(x,y)+iV(x,y)\,}
де {\displaystyle x,y\in \mathbb {R} \,} та {\displaystyle U(x,y),V(x,y)\,} — це функції, визначені на множині дійсних чисел.
Іншими словами, компоненти функції f(z),
{\displaystyle U=V(x,y)\,} та
{\displaystyle V=V(x,y),\,}
можуть бути подані як функції, визначені на множині дійсних чисел, але залежні від двох змінних х та у.
Таким чином, на комплексній множині можна використовувати звичайні дійсні функції: тригонометричні та обернені їм, гіперболічні, логарифмічні тощо. Окрім цього ці функції можна розповсюдити на комплексну множину і обчислювати їх значення для комплексних чисел.

## Історія

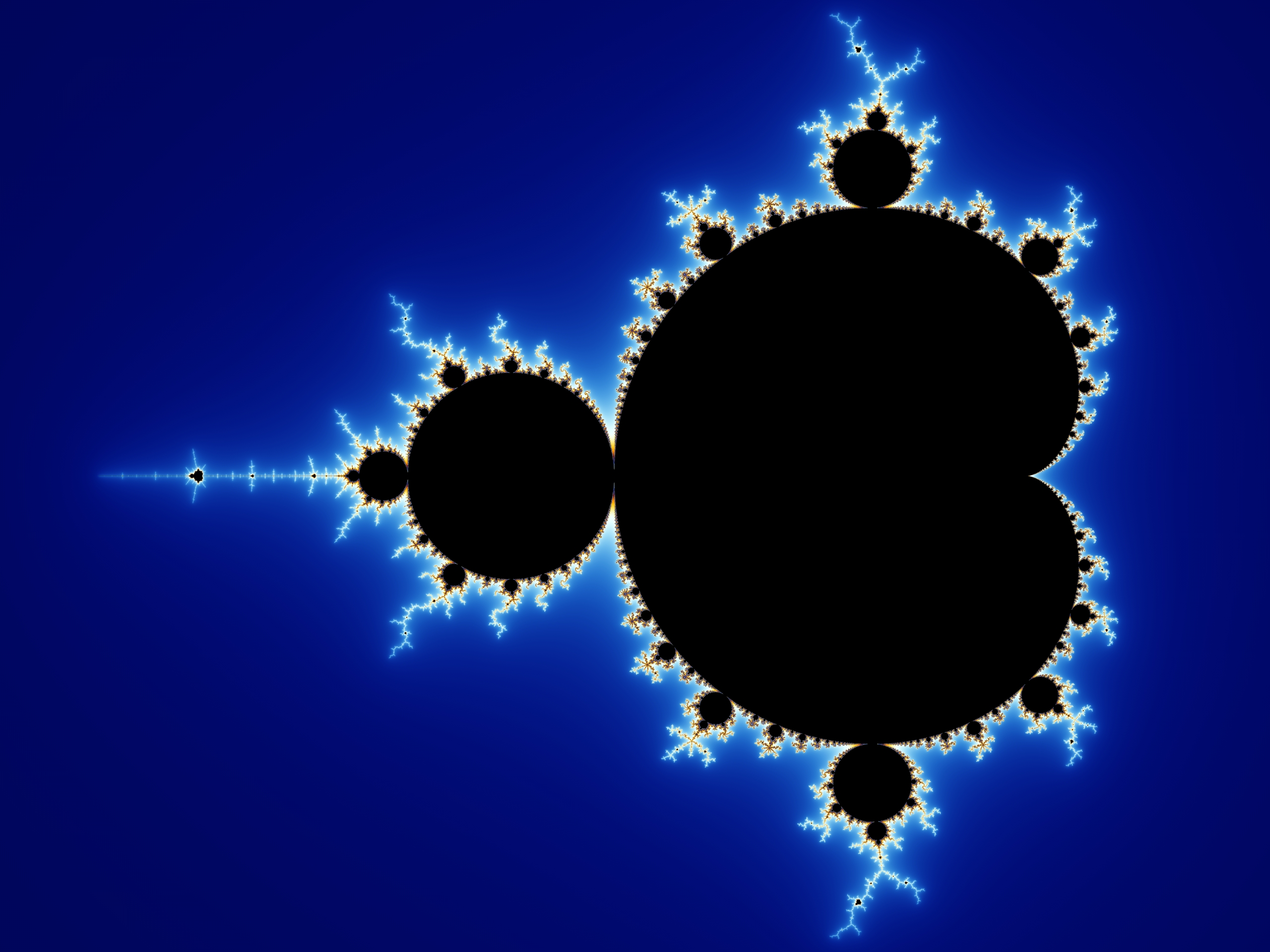
Множина Мандельброта.

Комплексний аналіз, як класичний розділ математики, почав зароджуватися у середині 19 сторіччя. Його розвиток пов'язаний з іменами Ейлера, Гаусса, Рімана, Коші, Вейєрштрасса та багатьох інших математиків. Прийнято вважати, що ТФКЗ є частиною теорії конформного відображення, і має багато застосувань у фізиці та аналітичній теорії чисел. У сучасності особливого розвитку отримала комплексна динаміка та зображення фракталів, які є результатом інтегрування голоморфних функцій, найвідомішим з яких є множина Мандельброта. Інші важливі сучасні застосування ТФКЗ зустрічаються у теорії струн та квантової теорії поля.

## Загальні поняття
Кожна комплексна функція {\displaystyle w=f(z)=f(x+iy)} може розглядатися як пара дійсних функцій від двох змінних: {\displaystyle f(z)=u(x,\;y)+iv(x,\;y)}, що визначають її дійсну й уявну частину відповідно. Функції {\displaystyle u}, {\displaystyle v} називають компонентами комплексної функції {\displaystyle f(z)}.
Далі всюди, де йдеться про обмеженість комплексної функції, мається на увазі обмеженість її модуля (з чого випливає обмеженість у звичайному сенсі обох компонент).
Поняття границі для послідовності і функції вводиться так само, як і в випадку дійсних чисел, з заміною абсолютної величини на комплексний модуль. Якщо {\displaystyle \lim _{z\to a+bi}f(z)=A+Bi}, то {\displaystyle \lim _{x\to a,\;y\to b}u(x,\;y)=A} і {\displaystyle \lim _{x\to a,\;y\to b}v(x,\;y)=B}. Правильно і зворотне: з існування границь компонент випливає існування границі самої функції та компонентами границі будуть границі компонентів. Неперервність комплексної функції теж визначається так само, як у випадку дійсних чисел, і вона рівносильна неперервності обох її компонент.
Всі основні теореми про границі і неперервність дійсних функцій мають місце і в комплексному випадку, якщо це розширення не пов'язане з порівнянням комплексних величин на більше-менше. Наприклад, відсутній прямий аналог теореми про проміжні значення неперервної функції.
{\displaystyle \varepsilon }-окіл числа {\displaystyle z_{0}} визначається як множина точок {\displaystyle z}, віддалених від {\displaystyle z_{0}} менше ніж на {\displaystyle \varepsilon }:
{\displaystyle |z-z_{0}|<\varepsilon }
На комплексній площині {\displaystyle \varepsilon }-окіл являє собою середину кола радіуса {\displaystyle \varepsilon } з центром в {\displaystyle z_{0}}.

## Нескінченно віддалена точка
У комплексному аналізі часто корисно розглядати повну комплексну площину, доповнену в порівнянні із звичайною нескінченно віддаленою точкою: {\displaystyle z=\infty }. При такому підході послідовність, що необмежено зростає (за модулем), вважається збіжною до нескінченно віддаленої точки. Алгебричні операції з нескінченністю не виконуються, хоча кілька алгебричних співвідношень мають місце:
- {\displaystyle {\frac {z}{\infty }}=0;z+\infty =\infty (z\neq \infty )}
- {\displaystyle z\cdot \infty =\infty ;{\frac {z}{0}}=\infty (z\neq 0)}

{\displaystyle \varepsilon }-околом нескінченно віддаленої точки вважається множина точок {\displaystyle z}, модуль яких більший, ніж {\displaystyle {\dfrac {1}{\varepsilon }}}, тобто зовнішня частина {\displaystyle {\dfrac {1}{\varepsilon }}}-околу початку координат.

## Диференціювання

### Визначення
Похідна для комплексної функції одного аргументу {\displaystyle w=f(z)} визначається так само, як і для дійсної:
{\displaystyle f^{\prime }(z)={\frac {df}{dz}}=\lim _{h\to 0}{\frac {f(z+h)-f(z)}{h}}}
(тут {\displaystyle h} — комплексне число). Якщо ця границя існує, функція називається диференційовною або голоморфною. При цьому
{\displaystyle f(z+h)-f(z)={\frac {df}{dz}}\cdot h+o(h).}
Слід враховувати одну важливу особливість: оскільки комплексна функція задана на площині, існування наведеної границі означає, що вона однакова при наближенні до {\displaystyle z} з будь-якого боку. Цей факт накладає суттєві обмеження на вигляд функцій-компонент {\displaystyle u,\;v} і визначає їх жорсткий взаємозв'язок (умови Коші — Рімана, вони ж умови Ейлера — Даламбера):
{\displaystyle {\frac {\partial u}{\partial x}}={\frac {\partial v}{\partial y}};\qquad {\frac {\partial u}{\partial y}}=-{\frac {\partial v}{\partial x}}.}
Звідси випливає, що диференційовності компонент {\displaystyle u} і {\displaystyle v} недостатньо для диференційовності самої функції.
Більше того, мають місце такі властивості, що відрізняють комплексний аналіз від дійсного:
- Кожна диференційовна в деякому околі точки {\displaystyle z} комплексна функція диференційовна необмежену кількість разів і аналітична, тобто її ряд Тейлора збігається до даної функції у всіх точках цього околу (в літературі поряд з терміном аналітична функція використовуються його синоніми «голоморфна функція», «регулярна функція»).
- (Теорема Ліувіля): якщо функція диференційовна на всій комплексній площині і не є константою, то її модуль не може бути обмежений.
- Обидві компоненти комплексної диференційованої функції є гармонійними функціями, тобто задовольняють рівнянню Лапласа:

{\displaystyle {\frac {\partial ^{2}u}{\partial x^{2}}}+{\frac {\partial ^{2}u}{\partial y^{2}}}=0;\qquad {\frac {\partial ^{2}v}{\partial x^{2}}}+{\frac {\partial ^{2}v}{\partial y^{2}}}=0.}
- Будь-яка гармонійна функція може бути як дійсною, так і уявною компонентою диференційовної функції. При цьому інша компонента визначається однозначно (з умов Коші — Рімана), з точністю до константи-доданка.

Таким чином, будь-яка диференційовна комплексна функція — це функція виду {\displaystyle u+iv}, де {\displaystyle u,\;v} — взаємопов'язані гармонійні функції двох аргументів.

### Інші властивості
Нехай функції {\displaystyle f(z)} і {\displaystyle g(z)} диференційовні в області {\displaystyle G\subset \mathbb {C} }. Тоді {\displaystyle f(z)\pm g(z)} і {\displaystyle f(z)\cdot g(z)} також диференційовні в цій області. Якщо {\displaystyle g(z)} в області {\displaystyle G} не перетворюється в нуль, то {\displaystyle {\frac {f(z)}{g(z)}}} буде диференційовною в {\displaystyle G.} Композиція функцій {\displaystyle f(g(z))} диференційовна скрізь, де вона визначена. Якщо похідна функції {\displaystyle w=f(z)} в області {\displaystyle G} не перетворюється в нуль, то існує обернена до неї функція {\displaystyle z=\varphi (w)}і вона буде диференційовною.
Похідна суми, різниці, добутку, частки від ділення, композиції функцій та оберненої функції обчислюється за тими ж формулами, що і в дійсному аналізі.

### Геометричний зміст похідної

Приклад конформного відображення. Видно, що кути зберігаються.

Кожна комплексна функція {\displaystyle w=f(z)=u(x,\;y)+iv(x,\;y)} визначає деяке відображення комплексної площини з координатами {\displaystyle (x,\;y)} на іншу комплексну площину з координатами {\displaystyle (u,\;v)}. При цьому вираз
{\displaystyle \left|{\frac {f(z+h)-f(z)}{h}}\right|=k(h)}
при малому {\displaystyle h} геометрично можна витлумачити як коефіцієнт масштабування, яке виконує дане відображення при переході від точки {\displaystyle z} до точки {\displaystyle z+h}. Існування межі {\displaystyle \lim _{h\to 0}k(h)}, тобто модуля похідної {\displaystyle |f^{\prime }(z)|=k}, означає, що коефіцієнт масштабування однаковий в будь-якому напрямку від точки {\displaystyle z}, тобто не залежить від напрямку. Взагалі кажучи, коефіцієнт масштабування змінюється від точки до точки.
Якщо коефіцієнт масштабування {\displaystyle k>1}, то в околі точки {\displaystyle z} відстані між точками збільшуються, і коефіцієнт масштабування називають коефіцієнтом розтягування. Якщо коефіцієнт масштабування {\displaystyle k<1}, то в околі точки {\displaystyle z} відстані між точками зменшуються, і коефіцієнт масштабування називають коефіцієнтом стиснення. Приклад для функції {\displaystyle f(z)=z^{2}+2z-1}: у точці {\displaystyle z=1} похідна дорівнює 4, тому всі довжини збільшуються в чотири рази.
Що стосується аргументу похідної, то він визначає кут повороту гладкої кривої, що проходить через дану точку {\displaystyle z}. Всі гладкі криві при такому відображенні повертаються на один і той же кут. Відображення, що зберігають кути, називаються конформними; таким чином, будь-яка диференційована комплексна функція визначає конформне відображення (в тій області, де її похідна не перетворюється в нуль). З цим фактом пов'язане широке застосування комплексних функцій у картографії та гідродинаміці.

## Інтегрування

### Інтегрування комплексних функцій
Поняття первісної комплексної функції (невизначеного інтеграла) вводиться так само, як у дійсному випадку. Однак аналог визначеного інтеграла в інтервалі від {\displaystyle a} до {\displaystyle b} на комплексній площині, взагалі кажучи, не існує, оскільки шлях від початкової точки до кінцевої неоднозначний. Тому основним видом комплексного інтеграла є криволінійний інтеграл, що залежить від конкретного шляху. Нижче будуть вказані умови, за виконання яких інтеграл не залежить від шляху, і тоді інтеграл «від точки до точки» може бути визначений коректно.
Нехай рівняння {\displaystyle z=z(t),\;a\leqslant t\leqslant b} визначає деяку кусково-гладку криву {\displaystyle \gamma } у комплексній площині, а функція {\displaystyle f(z)} визначена в точках цієї кривої. Поділимо інтервал задання параметра на {\displaystyle n} рівних частин: {\displaystyle a=t_{0}<t_{1}<\ldots <t_{n}=b} розглянемо інтегральну суму:
{\displaystyle \sum _{1\leqslant k\leqslant n}f(z(t_{k}))(z(t_{k})-z(t_{k-1})).}
Границя цієї суми при необмеженому зростанні {\displaystyle n} називається (комплексним) інтегралом по кривій {\displaystyle \gamma } від даної функції {\displaystyle f(z)}; вона позначається:
{\displaystyle \int \limits _{\gamma }\!f(z)\,dz.}
Для будь-якої функції {\displaystyle f(z)}, неперервної вздовж {\displaystyle \gamma }цей інтеграл існує і може бути обчислений через звичайний дійсний інтеграл за параметром:
{\displaystyle \int \limits _{\gamma }\!f(z)\,dz=\int \limits _{a}^{b}\!f(z(t))z'(t)\,dt=\int \limits _{\gamma }\!(u\,dx-v\,dy)+i\int \limits _{\gamma }\!(v\,dx+u\,dy).}
Тут {\displaystyle u,\;v} — компоненти {\displaystyle f(z)}. З цього подання зразу ж випливає, що властивості комплексного інтеграла аналогічні властивостям дійсного криволінійного інтеграла.

### Контурний інтеграл
Особливий практичний інтерес являють інтеграли за (замкнутим) контуром, тобто за кусково-гладкою кривою без точок самоперетину, в якій початкова точка збігається з кінцевою. Контур можна обходити у двох напрямках; додатним вважається напрямок, за якого обмежена контуром область розташовується зліва по ходу руху.
Якщо крива {\displaystyle \gamma } утворює замкнутий контур, вживається особливе позначення інтеграла:
{\displaystyle \oint \limits _{\gamma }\!f(z)\,dz.}
Має місце важлива інтегральна теорема Коші: для будь-якої функції {\displaystyle f(z)}, аналітичної в однозв'язній області {\displaystyle A\subset \mathbb {C} } і для будь-якого замкнутого контуру {\displaystyle \gamma \subset A} інтеграл за ним дорівнює нулю:
{\displaystyle \oint \limits _{\gamma }\!f(z)\,dz=0}.
Наслідок: нехай функція {\displaystyle f(z)}, аналітична в однозв'язній області {\displaystyle A\subset \mathbb {C} }, а точки {\displaystyle z_{1},z_{2}} з області {\displaystyle A} з'єднані деякою кривої {\displaystyle \gamma }. Тоді інтеграл {\displaystyle \int \limits _{\gamma }\!f(z)\,dz} залежить тільки від точок {\displaystyle z_{1},z_{2}}, але не від вибору кривої {\displaystyle \gamma }, що їх з'єднує, так що можна позначити його {\displaystyle \int \limits _{z_{1}}^{z_{2}}{f(z)\,dz}}і має місце теорема Ньютона — Лейбніца:
{\displaystyle \int \limits _{z_{1}}^{z_{2}}{f(z)\,dz}=F(z_{2})-F(z_{1}),}
де {\displaystyle F(z)} — первісна для {\displaystyle f(z)}.
Існує узагальнення інтегральної теореми Коші для багатозв'язної області: якщо функція аналітична в замкнутій багатозв'язній області, то інтеграл від неї за зовнішнім контуром області дорівнює сумі інтегралів за всіма внутрішніми контурами (в тому ж напрямку, що й за зовнішнім). Це узагальнення зручно застосовувати, якщо область містить особливу точку функції (див. нижче), де функція не аналітична або не визначена.
Інші потужні інструменти для дослідження комплексних і дійсних інтегралів:
- Інтегральна формула Коші та її наслідки: принцип максимуму модуля, теореми про середнє
- Основна теорема про лишки

## Теореми єдиності та аналітичне продовження
Нулем функції {\displaystyle f(z)} називається точка {\displaystyle z_{0}}, в якій функція звертається в нуль: {\displaystyle f(z_{0})=0}.
Теорема про нулі аналітичної функції. Якщо нулі функції {\displaystyle f(z)}, аналітичної в області {\displaystyle D}, мають граничну точку всередині {\displaystyle D}, то функція {\displaystyle f(z)} усюди в {\displaystyle D} дорівнює нулю.
Наслідок: якщо функція {\displaystyle f(z)} аналітична в області {\displaystyle D} і не дорівнює тотожно нулю, то в будь-якій обмеженій замкнутій підобласті {\displaystyle C\subset D} у неї може бути лише скінченне число нулів.
Теорема єдиності аналітичної функції. Нехай {\displaystyle \{z_{n}\}} — збіжна послідовність різних точок області {\displaystyle D}. Якщо дві аналітичні функції {\displaystyle f(z),g(z)} збігаються в усіх точках цієї послідовності, то вони тотожно рівні в {\displaystyle D}.
Зокрема, якщо дві аналітичні функції збігаються на деякій кусково-гладкій кривій в {\displaystyle D}, то вони збігаються всюди в {\displaystyle D}. Це означає, що значення аналітичної функції навіть на невеликій ділянці області повністю визначають поведінку функції у всій області її визначення. Задавши аналітичну функцію на кривій (наприклад, на дійсній осі), ми однозначно визначаємо її розширення (якщо воно можливе) на більш широку область, яке називається аналітичним продовженням початкової функції.
Всі стандартні функції аналізу — многочлен, дробово-лінійна функція, степенева функція, експонента, тригонометричні функції, обернені тригонометричні функції, логарифм — допускають аналітичне продовження на комплексну площину. При цьому для їх аналітичних продовжень будуть мати місце ті ж алгебраїчні, диференціальні та інші тотожності, що й для дійсного оригіналу, наприклад:
{\displaystyle \sin ^{2}z+\cos ^{2}z=1;\qquad e^{u}\cdot e^{v}=e^{u+v}}

## Розкладання в ряд

### Степеневий ряд
Визначення суми числового ряду та ознаки збіжності в комплексному аналізі практично такі ж, як у дійсному, з заміною абсолютної величини комплексним модулем; виняток становлять ознаки збіжності, в яких відбувається порівняння на більше-менше самих елементів ряду, а не їхніх модулів.
Кожна диференційовна в точці {\displaystyle z_{0}} функція розкладається в околі цієї точки в степеневий ряд Тейлора:
{\displaystyle f(z)=\sum _{n=0}^{\infty }a_{n}(z-z_{0})^{n}}
Коефіцієнти ряду обчислюються за звичайними формулами. Цей ряд збігається до функції {\displaystyle f(z)} у певному колі радіуса {\displaystyle R} з центром у точці {\displaystyle z_{0}}, яке служить аналогом інтервалу збіжності дійсного ряду. У цьому колі ряд абсолютно збігається, а поза ним — розбігається. При цьому можливі 3 випадки.
1. Ряд збігається в колі скінченного і ненульового радіуса.
2. Ряд збігається у всій комплексній площині, тобто {\displaystyle R=\infty }. Такі функції називають цілими.
3. Ряд збігається лише в точці {\displaystyle z_{0}}. Приклад: {\displaystyle \sum _{n=0}^{\infty }n!(z-z_{0})^{n}}. Такі точки {\displaystyle z_{0}} називаються особливими для функції {\displaystyle f(z).} Неособливі точки називаються правильними. Внутрішність круга збіжності складається з правильних точок.

Межа кола збіжності містить хоча б одну особливу точку. Звідси випливає, що радіус кола збіжності в точці {\displaystyle z_{0}} дорівнює відстані від {\displaystyle z_{0}} до найближчої до неї особливої точки.
Теорема Абеля: якщо {\displaystyle R} — радіус кола збіжності степеневого ряду, то в будь-якому колі з тим самим центром, але меншого радіуса, ряд збігається рівномірно.

### Ряд Лорана
Являє великий практичний інтерес дослідження поведінки функції поблизу ізольованої особливої точки, тобто точки, навколо якої функція аналітична, але в самій точці або не аналітична, або не визначена. Степеневий ряд тут марний, тому вводиться загальний ряд Лорана:
{\displaystyle \sum _{n=-\infty }^{\infty }c_{n}(z-z_{0})^{n}=\sum _{n=0}^{\infty }c_{n}(z-z_{0})^{n}+\sum _{n=1}^{\infty }{\frac {c_{-n}}{(z-z_{0})^{n}}}}
Якщо область збіжності ряду Лорана не порожня, вона являє собою кругове кільце: {\displaystyle r<|z-z_{0}|<R}.
Основна теорема: якщо функція {\displaystyle f(z)} аналітична в круговому кільці, то вона може бути подана в цьому кільці збіжним рядом Лорана, причому однозначно.
Як і для степеневого ряду, межі кільця збіжності визначаються розподілом особливих точок функції. За виглядом ряду Лорана можна зробити деякі висновки про поведінку функції поблизу точки {\displaystyle z_{0}}.
1. Усувна особлива точка: якщо ряд Лорана не містить елементів з від'ємними степенями {\displaystyle z-z_{0}}. Тоді це просто степеневий ряд, що визначає функцію в певному колі, що оточує {\displaystyle z_{0}}. Сума ряду в цьому колі скінченна і може відрізнятись від {\displaystyle f(z)} тільки в точці {\displaystyle z_{0}}, тому досить перевизначити {\displaystyle f(z_{0})}, щоб функція стала аналітичною у всьому колі. Має місце така ознака: якщо функція поблизу {\displaystyle z_{0}} аналітична і обмежена, то {\displaystyle z_{0}} — усувна особлива точка.
2. Полюс: якщо ряд Лорана містить скінченне число елементів з від'ємними степенями {\displaystyle z-z_{0}}. У цьому випадку функція в точці {\displaystyle z_{0}} нескінченна (за модулем).
3. Суттєво особлива точка: якщо ряд Лорана містить нескінченне число елементів з від'ємними степенями {\displaystyle z-z_{0}}. У цьому випадку функція в точці {\displaystyle z_{0}} не може бути коректно визначена так, щоб бути неперервною.

## Застосування в дійсному аналізі
За допомогою теорії лишків, що є частиною ТФКЗ, обчислюються багато складних інтегралів за замкнутими контурами.
Засобами комплексного аналізу пояснюються деякі моменти, які не піддаються простий інтерпретації в термінах речового аналізу. Наведемо класичний приклад: функція
{\displaystyle f(x)={\frac {1}{1+x^{2}}}}
неперервна і нескінченно диференційовна на всій дійсній прямій. Розглянемо її ряд Тейлора
{\displaystyle {\frac {1}{1+x^{2}}}=1-x^{2}+x^{4}-x^{6}+\ldots }
Цей ряд збігається тільки в інтервалі {\displaystyle (-1;\;1)} хоча точки {\displaystyle \pm 1} не є якимись особливими для {\displaystyle f(x)}.
Положення прояснюється при переході до функції комплексної змінної {\displaystyle f(z)={\frac {1}{1+z^{2}}}}, у якій виявляються дві особливі точки: {\displaystyle \pm i}. Відповідно, цю функцію можна розкласти в ряд Тейлора тільки в колі {\displaystyle \Delta =\{z\colon |z|<1\}}.